# Wendia incana
Wendia incana är en flockblommig växtart som först beskrevs av Pierre Edmond Boissier och Alfred Huet du Pavillon, och fick sitt nu gällande namn av Aleksandr Alfonsovitj Grossgejm. Wendia incana ingår i släktet Wendia och familjen flockblommiga växter. Inga underarter finns listade i Catalogue of Life.